# Дървовидна хвойна
Дървовидната хвойна (Juniperus excelsa) е вид дърво или нисък храст от семейство Кипарисови (Cupressaceae). То е защитен вид – включен в Приложение № 3 на Закона за биологичното разнообразие. Горите от дървовидна хвойна като местообитание са в Приложение № 1 на Закона за биологичното разнообразие и са приоритетни за опазване.

## Описание
Цъфти в периода март-април. На височина достига до 15 m. Листата са люсповидни, разположени срещуположно. Галбулите („плодовете“) са сферични с диаметър от 7 до 12 mm, и са покрити със сивосинкав налеп.

## Разпространение и местообитание
Дървовидната хвойна е разпространена по сухи и скалисти склонове. В България расте на места със средиземноморски климат по стръмни склонове на дълбоки клисури – в Западни Родопи (над град Кричим – резерват „Изгорялото гюне“), в района на Чепеларска река около Асеновград в ограничени количества, а по-масово се среща в долината на река Струма и нейните притоци. В резерват „Тисата“, общ. Кресна е обявен с цел защита на вида и там могат да се наблюдават най-представителните съобщества в България. Дървовидната хвойна може да се срещне на височина между 100 и 300 – 400 м, а при подходящи условия (южни и светли склонове на речните долини) може да расте и при по-висока надморска височина – напр. долината на Влахина река.

## Фактори с отрицателно въздействие
Отрицателно въздействие върху горите от дървовидна хвойна имат следните фактори: сечи, паша на домашни животни, горски пожари, инфраструктурни проекти (ВЕЦ-ове, плановете за строеж на магистрала Струма през Кресненското дефиле). Промените в климата (засушаването), навлизането на чужди видове, паразитите също имат негативно влияние.

## Любопитно
Интересно е че хвойните съдържат в тъканите си (особено в шишарките) етерични ароматни масла, които се използват в медицината и парфюмерията. Шишарките на обикновената хвойна например се използват за ароматизиране на напитката джин.